# Царский топкнот
Царский топкнот (лат. Zeugopterus regius) — вид лучепёрых рыб из семейства калкановых (Scophthalmidae), обитающий в восточной части Атлантического океана.

## Внешний вид и строение
Это относительно широкотелая левосторонняя камбала с маленькой головой с глубокой выемкой перед верхним глазом. Анальный и спинной плавники переходят на слепую сторону тела, образуя отчётливые лопасти. Максимальная длина взрослой рыбы составляет около 20 сантиметров.
Первый луч спинного плавника отделён от остальных лучей, утолщенный, удлиненный и разветвленный, на середине разделяется на две основные ветви, каждая из которых подразделяются на 2—5 вторичных ветвей разной длины.
Окраска глазной стороны коричневатая с неправильными тёмными, красноватыми пятнами и вкраплениями на голове и теле; спинной и анальный плавники с серией тёмных вкраплений; характерное круглое пятно на конце хвоста, красноватое внутри с чёрным кольцом снаружи; слепая сторона белая.

## Биология
Встречается на каменистых грунтах, реже на песчаном морском дне. Питается беспозвоночными и мелкой рыбой. Сезон размножения приходится на период с февраля по август. Иногда этих рыб можно найти на нижней стороне или выступах скал, но не так часто, как его родственника, пятнистого топкнота (Zeugopterus punctatus).

## Распространение
Встречается в восточной Атлантике от Британских островов до Марокко и до западного Средиземноморья и Адриатического моря.